# Saint-Félix-de-Bourdeilles
Saint-Félix-de-Bourdeilles is een gemeente in het Franse departement Dordogne (regio Nouvelle-Aquitaine) en telt 70 inwoners (2009). De plaats maakt deel uit van het arrondissement Nontron.

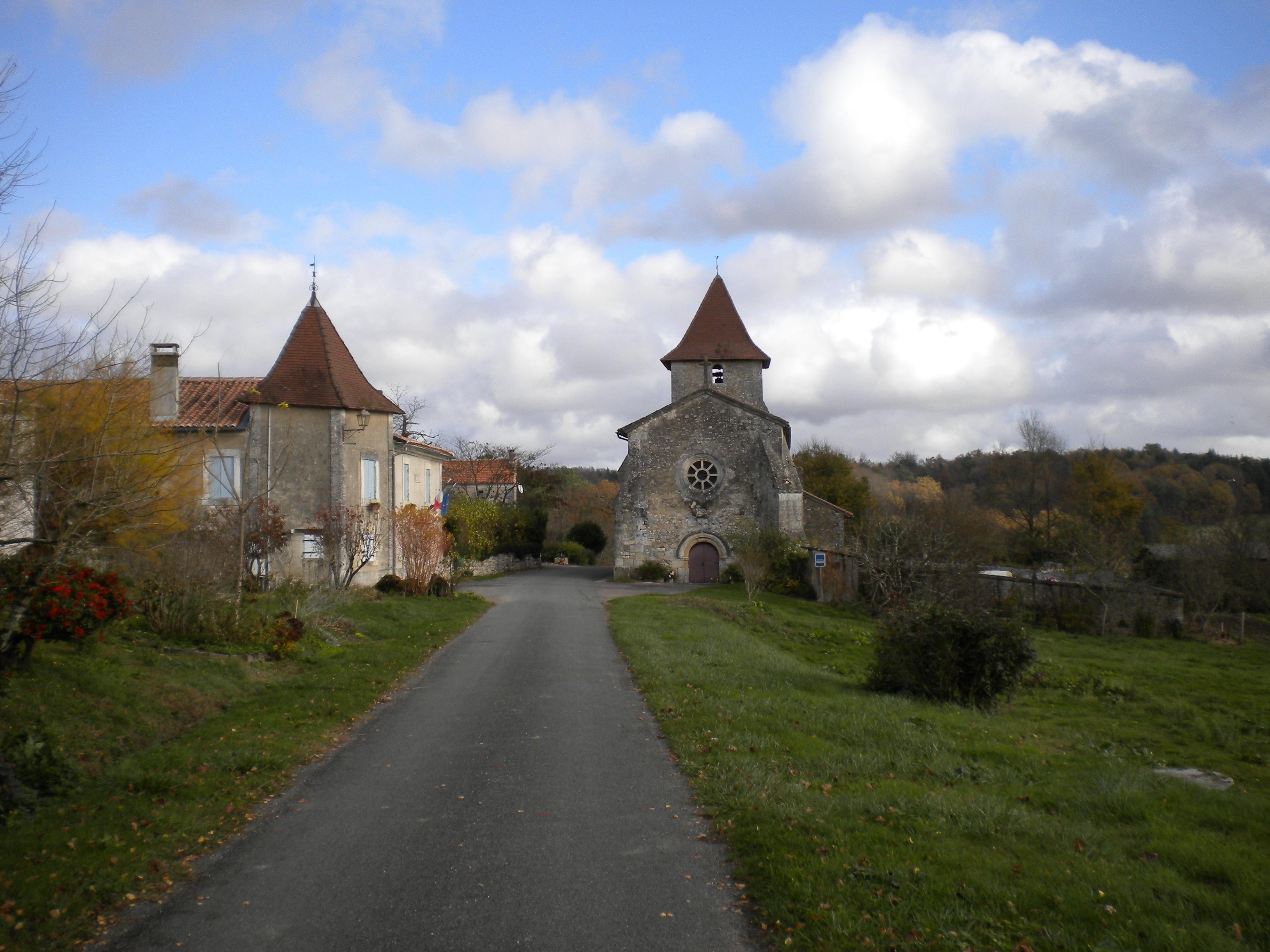
Saint-Félix
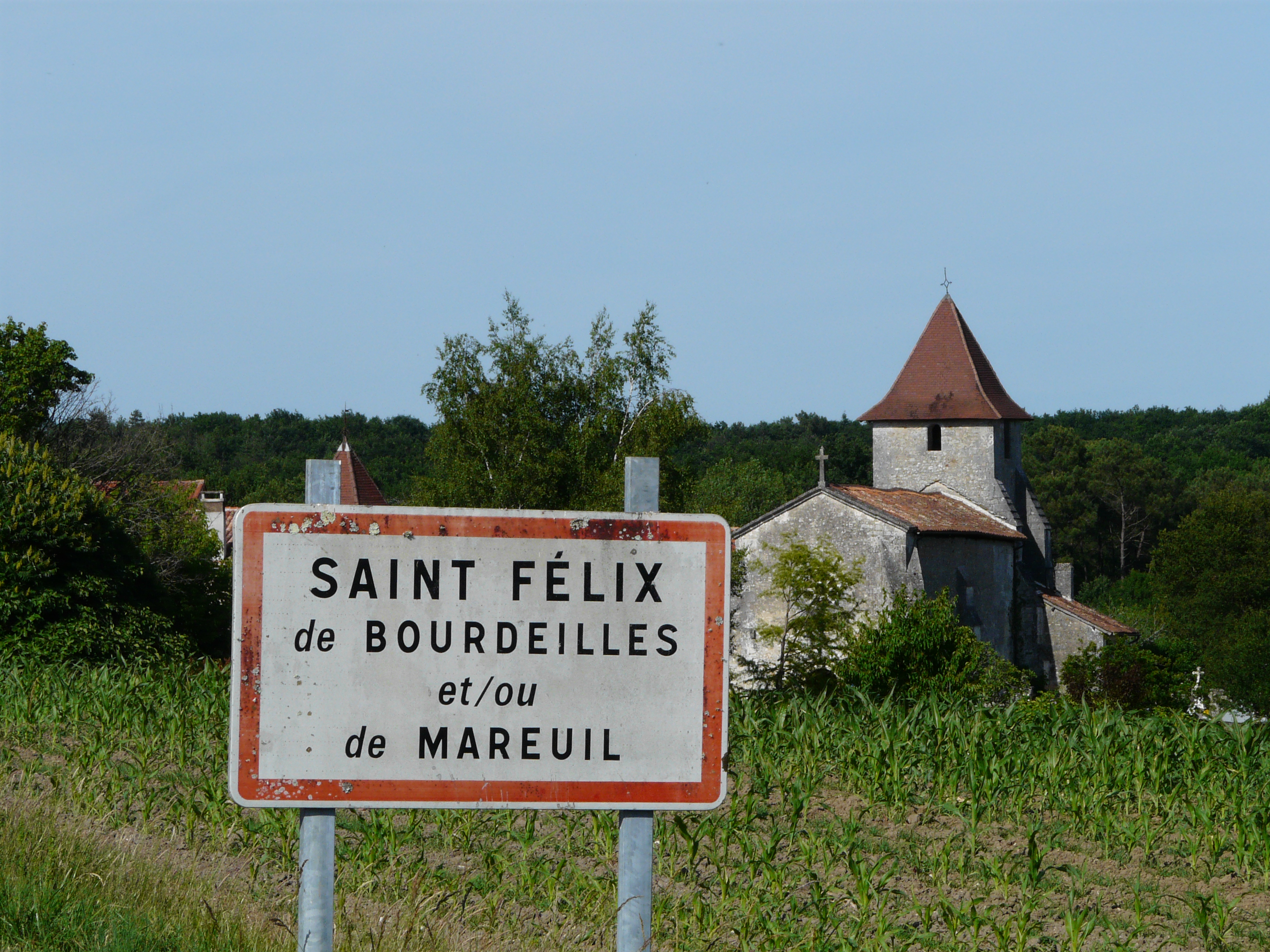
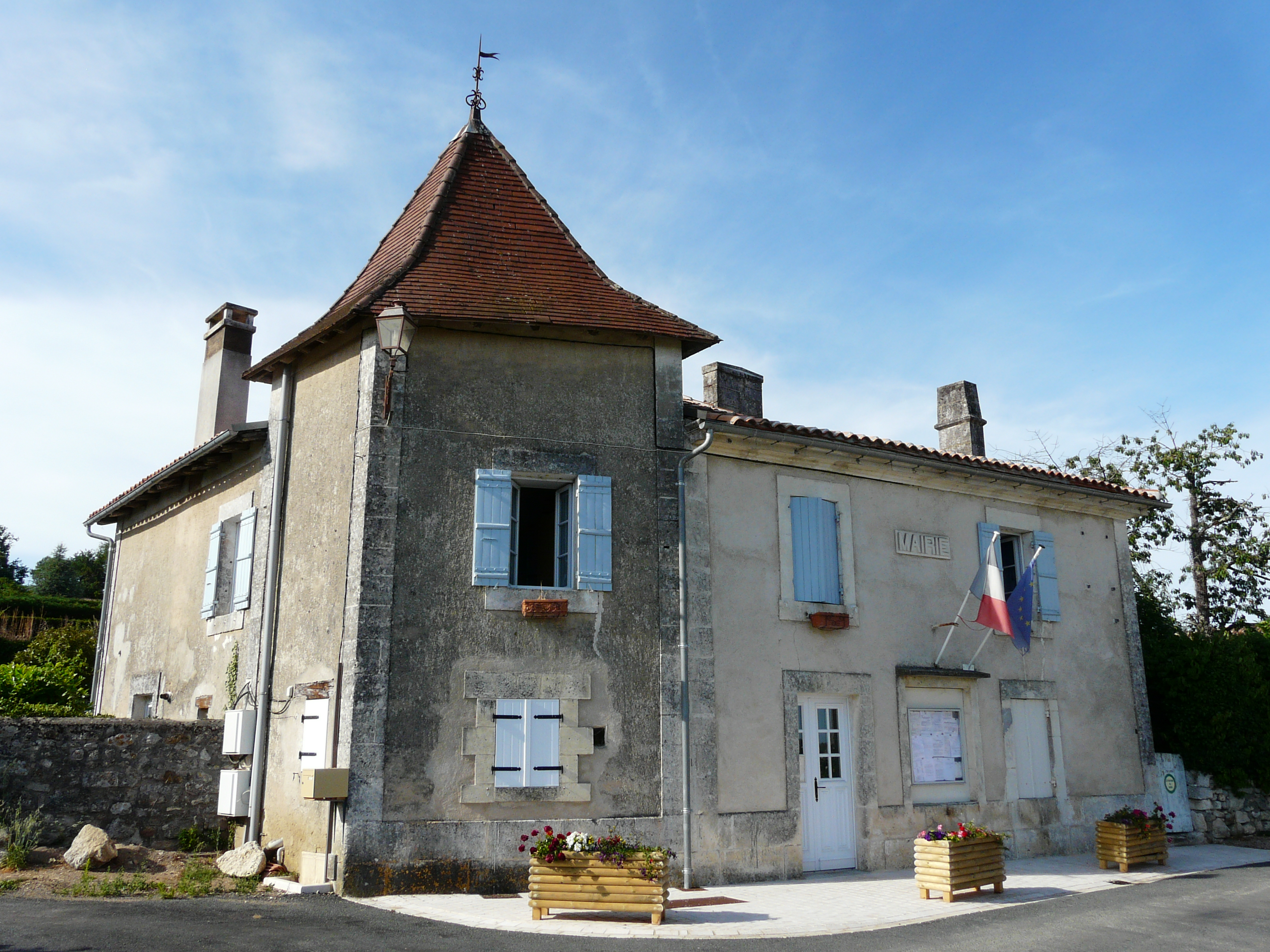
Gemeentehuis

## Geografie
De oppervlakte van Saint-Félix-de-Bourdeilles bedraagt 5,9 km², de bevolkingsdichtheid is dus 11,9 inwoners per km².
De onderstaande kaart toont de ligging van Saint-Félix-de-Bourdeilles met de belangrijkste infrastructuur en aangrenzende gemeenten.

## Demografie
Onderstaande figuur toont het verloop van het inwonertal (bron: INSEE-tellingen).